# قناة الشباب الفضائية
قناة الشباب الفضائية المصرية قناة توعوية فكرية شبابية تنطق بلسان الشباب وتلمس واقعهم وتنقل مشاكلهم.

## تاريخ القناة
بدأت قناة الشباب كقناة إسلامية سلفية دعوية بقيادة الشيخ الداعية السعودي محمد بقنه الشهراني الذي كان يملك أغلبية أسهم القناة إلى أن باع بقنه وشريكه حصتهما في القناة لتتحول إلى قناة عامة ثم إلى ليبرالية إسلامية على يد رجل الأعمال سعيد توفيق.
وفي لقاء صحفي أكد بقنة أن السبب في بيع حصته يعود إلى «تغير منهجية القناة وتحولها إلى قناة مصرية بحتة تعرض صور النساء بشعورهن وهذا ما يخالف سياستنا وتوجهاتنا». وأوضح «القناة كانت دينية دعوية ومن ثم تحولت إلى قناة عامة لا تخلو من الخير ولا يخلو أعضاء مجلس إدارتها إن شاء الله من الخير، ولكن الإشكال حدث عندما تغير منهج القناة مما اضطرنا إلى بيع نصيبنا إلى رجل أعمال مصري».
رافق بيع القناة دعوى قضائية من الإعلامي ناصر عبد الحفيظ في قسم شرطة مدينة السادس من أكتوبر ضد قناة الشباب التي يملكها الشيخ السعودي محمد بقنه جاء في المحضر أن المسؤلين عن إدراة القناة يماطلونه في صرف مستحقاته عن 34 حلقة قام بتقديمها في البرنامج الصباحي«صورة - خبر - عنوان» 

شعار قناة الشباب عند بداية العرض

بعد شراء سعيد توفيق قناة الشباب في مارس 2011 تعهد في لقاء صحفي مع صحيفة اليوم السابع بتغيير منهج القناة من عامة إلى ليبرالية إسلامية فقال «سوف أعتبرها الآن أهم تحدٍ لى في المرحلة الحالية؛ فطموحي أن أدمج الإسلام في السياسة، وأصل بما يعرف بالإسلام السياسي الليبرالي الذي يؤمن بالآخر ويتعامل معه، ونفسي أقدم الدين بأسلوب عصري محترم يبني المجتمع وينير العقول».
وأضاف توفيق قوله «سنتخلص من شكل الشيخ الملتحي الذي لا نحتاج لأن نراه ويكفينا أن نسمعه، فالشيخ الملتحي مكانه إذاعة القرآن الكريم، وأرى أنه يمكن أن نستعين بمذيعة غير محجبة، بشرط أن تكون ليس لها مثيل وذات رؤية مختلفة تضيف للقناة وتكون لها بصمتها».

## قناة الشباب وقناة التحرير
بعد شراء سعيد توفيق 62% من أسهم القناة اندمجت قناة الشباب وقناة التحرير في بث واحد وأعلن سعيد توفيق انسحابه نهائياً من قناة التحرير، بعد بيع حصته لـرجل الأعمال سليمان عامر، ما تسبب في فصل إرسال «التحرير» عن تردد «الشباب»، بعد اندماج القناتين خلال الفترة الماضية.
ولفت إلى احتفاظ «الشباب» بترددها الحالي، ونقل «التحرير» إلى تردد جديد على القمر الصناعي «نور سات».
وقال سعيد لـصحيفة المصري اليوم أنه قطع علاقته نهائياً بـقناة التحرير، بعد الخلافات التي نشبت بينه وبين أعضاء مجلس الإدارة.